# Josef Petr Ondok
Josef Petr Ondok (2. září 1926 Mydlovary – 19. srpna 2003 České Budějovice) byl český katolický kněz, řeholník, spisovatel a vědec.

## Život
Josef Ondok vystudoval Gymnázium Jana Valeriána Jirsíka v Českých Budějovicích, po maturitě studoval teologii a filosofii v Brně. V 18 letech byl přijat do Kongregace bratří Nejsvětější Svátosti a přijal řeholní jméno Petr. Po nástupu Komunistického režimu v Československu byl tajně vysvěcen na kněze biskupem Kajetánem Matouškem 21. června 1951. 21. září byl zatčen a ve vykonstruovaném procesu byl odsouzen k 17 letům vězení. Vězněn byl 12 let, z toho 2 roky musel těžit uranovou rudu v Jáchymově. Dále prošel mnoho komunistických lágrů Mírov, Valdice, Leopoldov…). Po propuštění pracoval jako zaměstnanec JZD v Mydlovarech. Až do roku 1989 byl stále sledován agenty StB, do jeho bytu byl tajně umístěn policejní odposlech.
Je autorem přezdívky opata J. A. Opaska: opat chuligán. 
V roce 1968 byl rehabilitován a mohl dokončit studia. V roce 1969 získal doktorát z logiky (práce Interogativní logika). Poté působil krátce jako výpomocný kněz, pak jako správce kostela Panny Marie Růžencové v Českých Budějovicích (v klášteře kongregace Petrínů) a současně pracoval jako odborný a vědecký pracovník v třeboňském oddělení Botanického ústavu ČSAV (1969 – 1991), kde se zabýval aplikací matematického modelování a systémové analýzy pro ekologické procesy. Účastnil se mnoha mezinárodních odborných seminářů. Státní moc mu opět odňala souhlas k vykonávání duchovní služby. Tajně vykonával po rodinách a mezi mládeží pastorační činnost.
Po pádu komunistického režimu přednášel (1991 – 2003) na Jihočeské univerzitě na katedře filosofie Teologické fakulty etiku a filosofii a dále působil na Biologické fakultě Jihočeské univerzity. Habilitoval se v oboru ekologie. Je po něm pojmenována knihovna Teologické fakulty Jihočeské univerzity, která nese jméno Knihovna Josefa Petra Ondoka.
Jeho vědecké práce jsou vysoce ceněny[zdroj⁠?!], avšak řada z nich je zatím stále v rukopisech.
Je pohřben na hřbitově v Mladém.

## Vydaná díla
- Důkaz, nebo hypotéza Boha?
- Člověk a příroda. Hledání etického vztahu
- Bioetika
- Přírodní vědy a teologie
- Muklovský Vatikán- popisuje pobyt v komunistických koncentrácích
- Řeč o Bohu
- Bioetika, biotechnologie a biomedicína
- Ateismus, vesmír a Bůh
- Bereme smích vážně? – této knihy si Dr. Ondok dle vlastních slov vážil nejvíc